# Język mandinka
Język mandinka, język mandingo – język nigero-kongijski z grupy mande, używany współcześnie przez ok. 1,3 mln osób w Mali, Senegalu, Gambii i Gwinei Bissau, najpopularniejszy lokalny język Gambii. Blisko spokrewniony z językami bambara i malinke. Zapisywany najczęściej alfabetem łacińskim lub pismem arabskim. 
Języka mandinka używa w swoich utworach znany także za granicą gwinejski piosenkarz Mory Kanté.